# Gautier de Châtillon
Gautier de Châtillon či Gualter Castellionský (latinsky Gualterus de Castellione) byl francouzský spisovatel a teolog 12. století. Psal v latině.

## Biografie
Studoval na Pařížské univerzitě pod Štěpánem z Alinerre. Pravděpodobně v době svých studií sepsal množství latinských básní v goliardickém stylu nalezené ve sbírkách Carmina Burana. Během svého života nicméně proslul latinským eposem o životě Alexandra Velikého Alexandreis, sive Gesta Alexandri Magni. Jeho text je hexametrický a plný anachronismů, například ukřižování Ježíše Krista jako by se událo dříve, než žil Alexandr. Gautierova Alexandreis byla v dobách jeho života oblíbeným a vlivným dílem. Matthieu de Vendôme a Alain de Lille si z Alexandreidy ve svých dílech mnohé vypůjčili a Arrigo da Settimello ji napodobil.
Gautierovy byly připisovány mnohé středověké básně psané v jeho stylu či založené na jeho tématech, dnes však není jisté, zda byl skutečně jejich autorem. Například není známo, kdo byl skutečným tvůrcem satirické Goliásovy apokalypsy (Apocalypsis Goliae), jež byla v dřívějších dobách připisována právě Gautierovi de Châtillon. Kromě básní napsal také dialog útočící na judaismus a spis o Nejsvětější Trojici. Je rovněž možným autorem Moralium dogma philosophorum („Učení filosofů v otázkách morálky“). Zemřel počátkem 13. století na mor.